# Bulk carrier
Bulk carrier eller tørlastskib er et fartøj som transporterer bulkgods, det vil sige upakket gods, eksempelvis kul, korn, malm og andet løst gods.
En bulk carrier er genkendelig på de kasseformede, flade luger (dæksluger) på vejrdækket.
Lugerne dækker som regel fra fire til syv lastrum.

## Bulk carriers, inddeling
- Handysize, op til 35.000 DW
- Handymax, op til 55.000 DW
- Panamax, op til 80.000 DW
- Capesize, op til 200.000 DW